# Purchawka chropowata

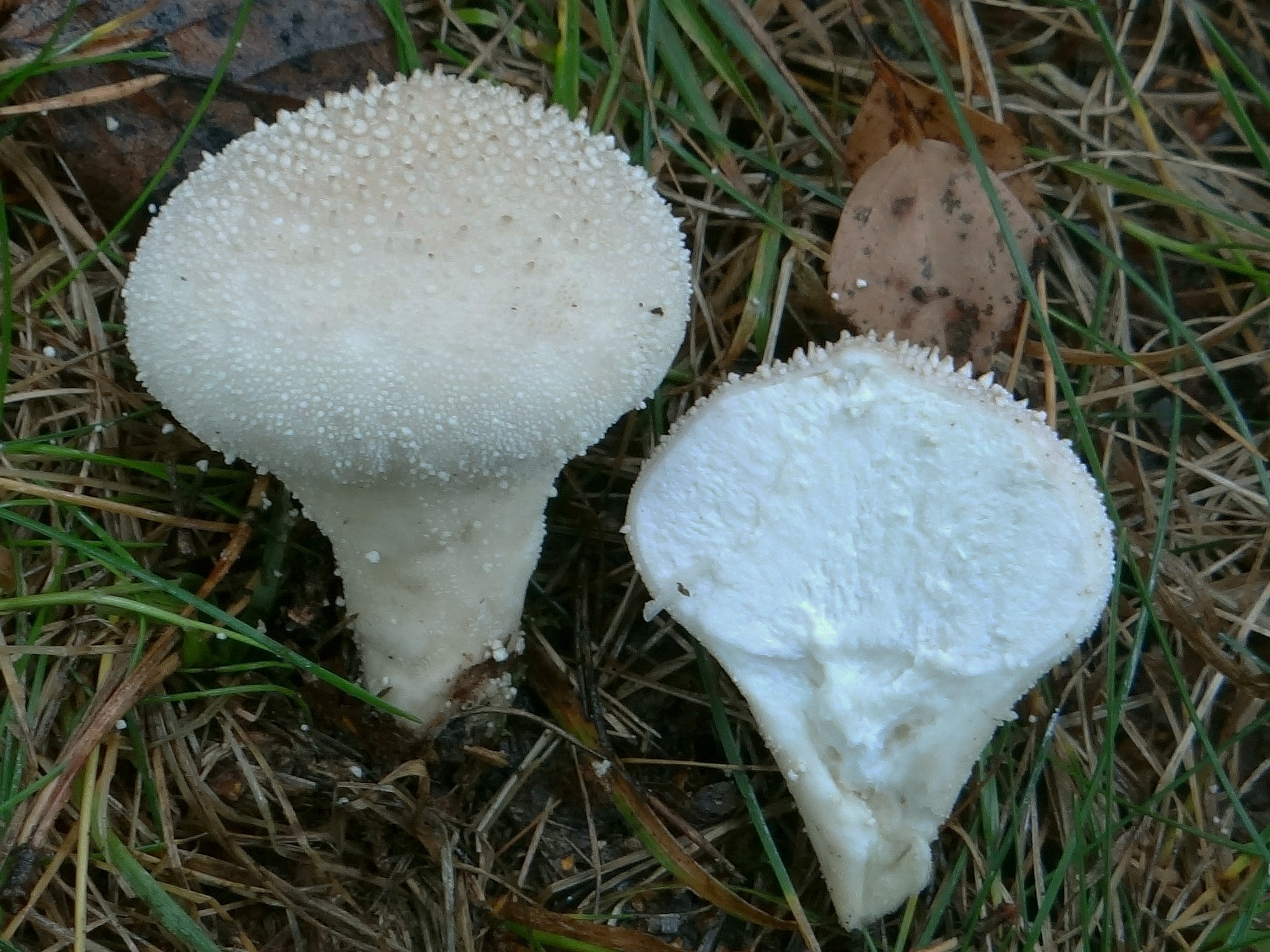
Młode owocniki purchawki chropowatej

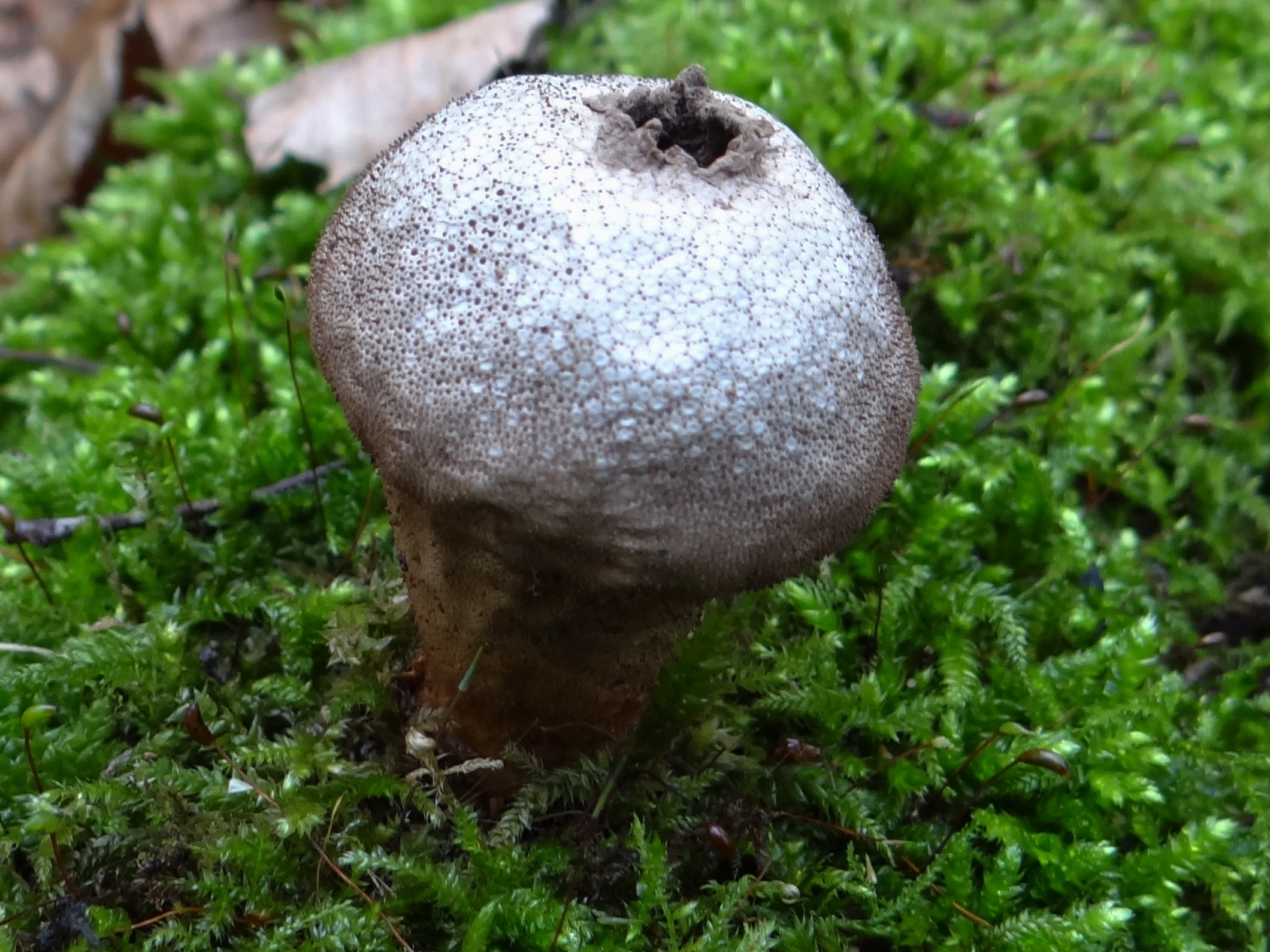
Starszy owocnik purchawki chropowatej

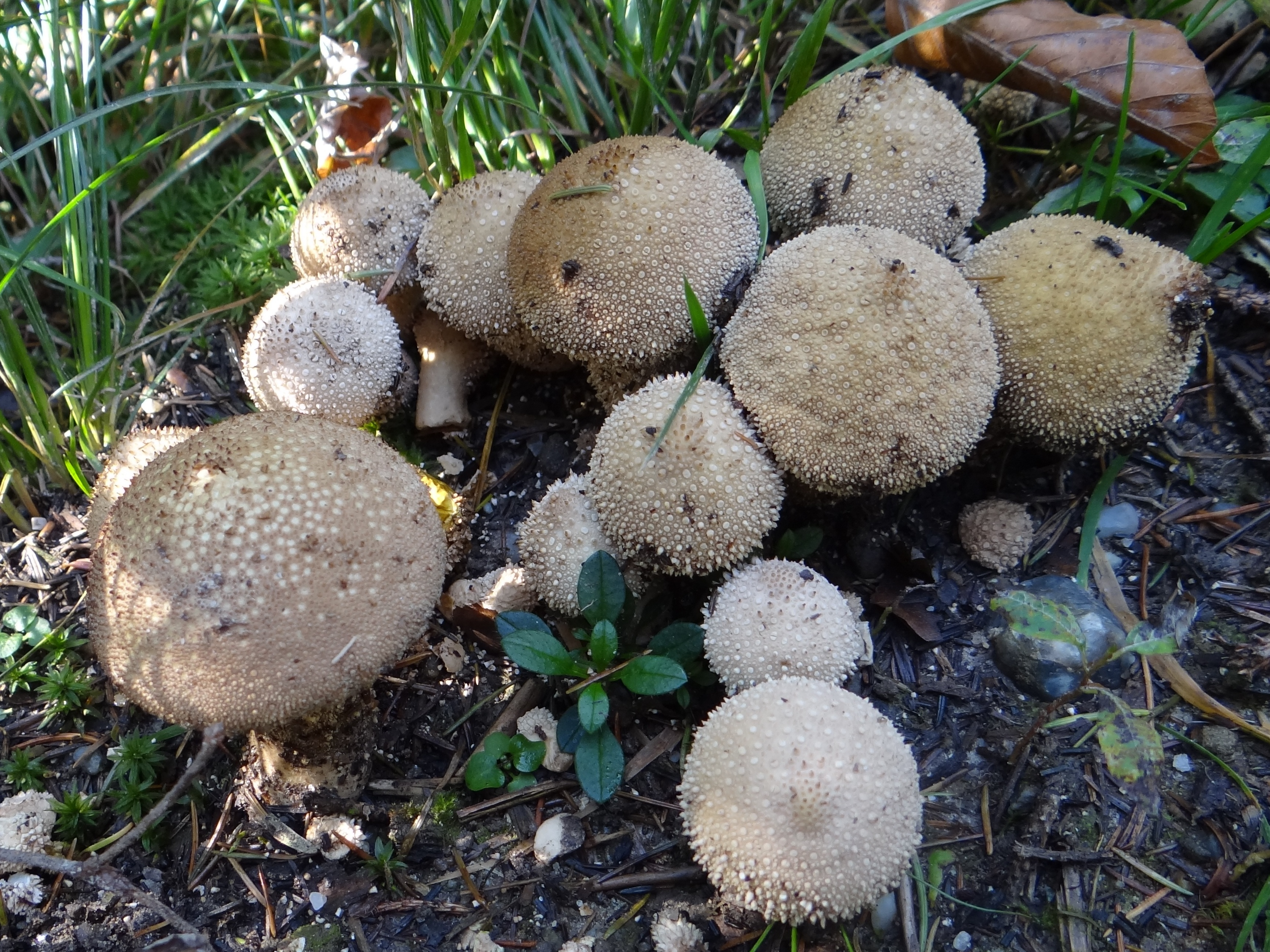
Czasami występuje gromadnie

Purchawka chropowata (Lycoperdon perlatum Pers.) – gatunek grzybów należący do rodziny purchawkowatych (Lycoperdaceae).

## Systematyka i nazewnictwo
Pozycja w klasyfikacji według Index Fungorum: Lycoperdon, Lycoperdaceae, Agaricales, Agaricomycetidae, Agaricomycetes, Agaricomycotina, Basidiomycota, Fungi.
Synonimy:

- Lycoperdon bonordenii Massee 1887
- Lycoperdon gemmatum Batsch 1783
- Lycoperdon gemmatum var. perlatum (Pers.) Fr. 1829
- Lycoperdon lacunosum Bull. 1782
- Lycoperdon perlatum var. albidum Alb. & Schwein. 1805
- Lycoperdon perlatum var. bonordenii (Massee) Perdeck 1950
- Lycoperdon perlatum var. dobremezianum Kreisel 1976
- Lycoperdon perlatum var. lacunosum (Bull.) Rea 1922
- Lycoperdon perlatum var. lacunosum Pers. 1801
- Lycoperdon perlatum Pers. 1796 var. perlatum

Nazwę polską podał Franciszek Błoński w 1889 r. W polskim piśmiennictwie mykologicznym gatunek ten opisywany był też jako prochówka kolczysta, purchawka chropawa, purchawka chropowa rozszerzona i purchawka perełkowata.

## Morfologia
Owocnik
Wysokość 3–7 cm, średnica 2–4 cm, kształt maczugowaty lub gruszkowaty, o wierzchołku zaokrąglonym, lub zakończonym garbem. Pokryty jest brodawkowatymi kolcami. Początkowo cały owocnik jest biały, dojrzały staje się ochrowy lub brązowy i łysy. Kolce po dotknięciu z łatwością odłamują się, pozostają wówczas po nich okrągławe oczka. W dojrzałym owocniku całe jego wnętrze zamienia się w ogromną ilość zarodników, owocnik na szczycie pęka i przez powstały otwór uwalniają się zarodniki (pod wpływem wiatru lub dotknięcia przez zwierzęta lub ludzi). Już krople deszczu o średnicy 1 mm są wystarczające do wyrzucenia zarodników. Pojedynczy podmuch wiatru może uwolnić nawet 1 milion zarodników.
Dolną część owocnika stanowi podglebie. Początkowo jest białe, podczas dojrzewania ciemnieje i staje się jasnobrązowe, równocześnie stopniowo zamieniając się w glebę i kolumelle. Gleba zajmująca górną część owocnika początkowo jest biała, później stopniowo żółta, oliwkowa i szarobrązowa.
Cechy mikroskopowe
Masa zarodników ma barwę oliwkową. Pojedynczy zarodnik jest kulisty, przeźroczysty, bezbarwny lub jasnożółty, słabo brodawkowany i ma rozmiar 3–4,5 μm. Włośnia jest elastyczna, żółtobrązowa. Jej rozgałęzione dichotomicznie strzępki mają grubość 4–5 μm, są dość grubościenne, rzadko septowane, z jamkami.
Gatunki podobne
- purchawka czarniawa (Lycoperdon nigrescens), ale ma od początku ciemne kolce[8]
- purchawka fiolowata (Lycoperdon excipuliforme). Odróżnia się gwiaździstymi kolcami[5].

## Występowanie i siedlisko
Gatunek kosmopolityczny, występujący niemal na całej kuli ziemskiej, stwierdzono jego występowanie nawet w subarktycznych rejonach Grenlandii i w subalpejskich rejonach Islandii. W Polsce gatunek bardzo pospolity.
Naziemny grzyb saprotroficzny rosnący w lasach i zaroślach. Czasami rośnie również na spróchniałych pniach. Występuje od lata do jesieni, pojedynczo, lub gromadnie.

## Znaczenie
Grzyb jadalny, rzadko jednak zbierany. Do spożycia nadają się tylko młode owocniki, których wnętrze jest jeszcze białe i elastyczne. Nadaje się do spożycia w stanie świeżym, może też być suszony. Purchawka chropowata jest mało aromatyczna, jednak bardzo smaczna. Nadaje się jako dodatek do potraw gotowanych, najlepiej jednak smakuje pokrojona w plasterki i usmażona. Jest dobrym źródłem białka, węglowodanów, tłuszczów i wielu mikroelementów. Dominują kwasy tłuszczowe: kwas linolowy (37% całkowitej ilości kwasów tłuszczowych), kwas oleinowy (24%), kwas palmitynowy (14,5%) oraz kwas stearynowy (6,4%).
Badania bioakumulacji wykazały, że purchawka chropowata łatwo akumuluje występujące w glebie metale ciężkie oraz selen, i może być wykorzystana w tym celu jako gatunek wskaźnikowy. Doświadczalnie wykazano też jej zdolność do wiązania jonów rtęci z roztworów wodnych, badana jest jej przydatność w tym względzie do oczyszczania wody i ścieków zanieczyszczonych rtęcią.